# 진 정후
진 정후(晉靖侯, ? ~ 기원전 841년, 재위 기원전 857년 ~ 기원전 841년)는 중국 서주 시대 진나라의 제6대 임금이다. 이름은 의구(宜臼)다.

## 생애
아버지 진 여후의 뒤를 이어 진후가 되었다. 진정후 17년(기원전 842년)에 서주 이왕이 포악하여 주나라 국인들이 왕을 쫓아내고 대신 공백 화와 소공이 주축이 되어 다스리는 공화(共和) 사건이 일어났다.
정후는 이듬해(기원전 841년)에 죽어 아들 희후가 뒤를 이었다.
1992년 발굴된 북조촌 진후 묘지 중, “진후희보반”(晉侯喜父盤) 등 돌아가신 부친 “날후”(剌侯)에게 헌납된 청동기가 발굴된 묘가 있다. 고대 한어에서 “날”(剌)은 “여”(厲)와 통하기 때문에, 이 묘가 여후의 아들인 정후의 묘로 여겨진다.